# Eduard Schrack

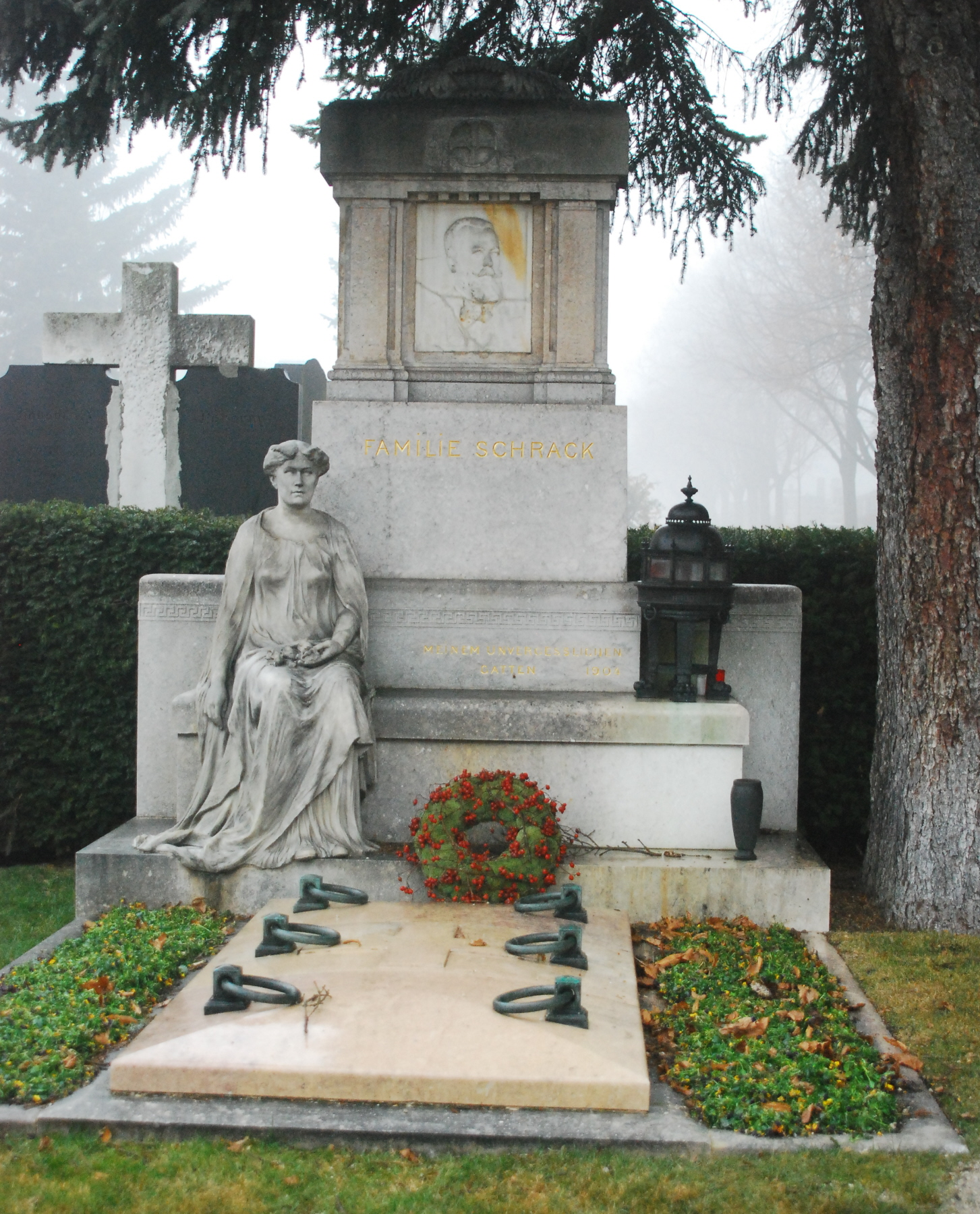
Grabstätte der Familie Schrack auf dem Hernalser Friedhof. Sitzend am Grab seine Mutter, als Witwe seines Vaters. (Gestaltet 1904 von Theodor Charlemont)

Eduard Schrack (* 6. Oktober 1889 in Wien; † 30. September 1979 ebenda) war ein österreichischer Industrieller und gilt als Vater der österreichischen Rundfunkindustrie.

## Leben und Wirken
Eduard Schrack erfand im Jahr 1914 ein optisches Stereometriesystem zur Geländevermessung. Im Jahr 1918 konnte er in Österreich die ersten Elektronenröhren für Röhrenempfänger industriell fertigen. Dazu gründete er gemeinsam mit dem Physiker Robert Ettenreich die ursprünglich in Wien-Währing beheimatete Firma Radiowerk E. Schrack, aus der die spätere Schrack AG und 1994 Schrack Seconet sowie 2005 Schrack Technik hervorgingen. 1928 promovierte Schrack (Dr. phil.) an der Universität Wien.
Von 1929 bis 1939 produzierte Schrack im vormaligen Zeiss-Werk Wien, ehe er den Standort an Philips verkaufte. Aus dem Erlös erwarb er noch im selben Jahr mehrheitliche Anteile an der Ericsson Österreichische Elektrizitäts AG und firmierte diese zu Schrack-Ericsson um. Sein Sohn Eduard Harald Schrack trat 1952 in das seit 1948 wieder selbstständige Unternehmen ein.

## Auszeichnungen
- 1952 Julius-Raab-Medaille
- 1965 Johann Joseph Ritter von Prechtl-Medaille der Technischen Universität Wien[5]
- Baurat honoris causa[6]